# William Chittick
William C. Chittick, född 1943 i Milford, Connecticut, är en amerikansk islamolog och en av vår tids främsta kännare av sufismen och klassisk persisk litteratur. Han tog sin doktorsexamen i persisk litteratur vid Teherans universitet 1974. Han undervisade i komparativ religion vid den Humanistiska fakulteten vid Aryamehr-universitetet i Teheran till 1979 då han återvände till USA. Chittick är medredaktör för Encyclopaedia Iranica och är för närvarande professor i religionsvetenskap vid State University of New York i Stony Brook.
Chittick är författare och översättare av mer än trettio böcker och etthundra artiklar om islam och religion i allmänhet. Han är f.d. elev till den persiske filosofen Seyyed Hossein Nasr och har även studerat för Allameh Tabatabaei. Chittick har särskilt uppmärksammats för sina böcker om Jalal al-din Rumi och Ibn 'Arabi.

## Verk i urval
- The Self-Disclosure of God: Principles of Ibn al-`Arabi's Cosmology (State University of New York Press, 1998).
- Sufism: A Short Introduction (Oneword, 2000)
- The Heart of Islamic Philosophy (Oxford University Press, 2001).
- The Elixir of the Gnostics (Brigham Young University Press, 2003).
- Me & Rumi: The Autobiography of Shams-i Tabrizi (FonsVitae, 2004).